# Giorgi Gabedawa
Giorgi Gabedawa (gruz. გიორგი გაბედავა, ur. 3 października 1989 w Tbilisi) – gruziński piłkarz występujący na pozycji napastnika w Hapoel Akka.

## Kariera klubowa
Wychowanek klubu Odiszi Zugdidi, gdzie rozpoczął profesjonalną karierę. Potem występował w zespołach Olimpi Rustawi i FC Gagra, z którą wywalczył w sezonie 2010/11 Puchar Gruzji. Na początku 2010 roku został wypożyczony do Illicziwca Mariupol, natomiast na początku 2012 roku do Baii Zugdidi.
Od sezonu 2013/14 Gabedawa występował w kolejno: Czichurze Saczchere (Superpuchar Gruzji 2013), SK Samtredia i Dinamo Batumi. W połowie 2016 roku ponownie został graczem Czichury Saczchere, z którą zdobył w 2017 roku Puchar Gruzji. W sezonie 2018 wywalczył tytuł króla strzelców ex aequo z Budu Ziwziwadze a także otrzymał wyróżnienie dla najlepszego napastnika oraz piłkarza sezonu w Erownuli Lidze. W styczniu 2019 roku podpisał półroczny kontrakt z Zagłębiem Sosnowiec.

## Kariera reprezentacyjna
W 2009 roku rozegrał 2 spotkania w reprezentacji Gruzji U-21.

## Sukcesy

### Zespołowe
FC Gagra
- Puchar Gruzji: 2010/11

Czichura Saczchere
- Puchar Gruzji: 2017
- Superpuchar Gruzji: 2013

### Indywidualne
- król strzelców Erownuli Ligi: 2018 (22 gole)[4]
- napastnik sezonu Erownuli Ligi: 2018[4]
- piłkarz sezonu Erownuli Ligi: 2018[4]